# Larantuka
Die Hafenstadt Larantuka (zur Kolonialzeit portugiesisch Larantuca und niederländisch Larantoeka geschrieben) liegt am östlichen Ende der Insel Flores und gehört zur indonesischen Provinz Ost-Nusa Tenggara. Larantuka hat 41.000 Einwohner und ist die Hauptstadt des Regierungsbezirks Ostflores.
Larantuka wurde stark vom kolonialen Portugal geprägt. Die Bevölkerung ist überwiegend römisch-katholisch. Der Flughafen der Stadt heißt Flughafen Gewayantana, von ihm werden Flüge nach Kupang angeboten.

## Geschichte
1599 verließen portugiesische Kaufleute Solor und ließen sich in Larantuka nieder. Die Kaufleute hatten sich in Solor mit den Dominikanern entzweit, da sie sich nicht für die dortige Christianisierung einspannen lassen wollten, die aber auch auf Flores geführt wurde. In Larantuka gründeten die Dominikaner eine Schule und 1599 hatte man bereits acht Kirchen auf Flores errichtet. Als Solor 1613 von den Holländern besetzt wurde, zogen einige Tausend Portugiesen, Mestizen und Einheimische ebenfalls nach Larantuka. Ebenso die sieben dominikanischen Priester von Solor. Im Mai 1620 scheiterte ein Angriff des Holländers Crijin van Raenburch. Ebenso ein weiterer Eroberungsversuch 1621. 1640 überfiel Kanjilo, muslimischer Herrscher von Tallo (Sulawesi) Larantuka.
Larantuka diente zunächst als Zwischenstation für den Gewürzhandel und den Handel mit Sandelholz aus Timor. Später wurde es zum portugiesischen Handelszentrum der Kleinen Sunda-Inseln. Ein Vorteil von Flores war, dass man hier Schwefel und in Larantuka Salpeter fand, Bestandteile von Schwarzpulver für die Feuerwaffen. Zudem wuchs auf Flores Gamuti, eine starke Naturfaser, die man für Schiffstaue verwenden konnte.
Zwei weitere Einwanderungswellen brachten weiteren Aufschwung. Als die Holländer 1641 Malakka eroberten, strömten viele Portugiesen nach Larantuka; die Bevölkerung wuchs um ein Vielfaches. Um die neuen Einwohner unterzubringen, wurden in der Nähe von Larantuka die Städte Wureh und Konga neu gegründet. Als die Holländer 1660 auch Makassar attackierten, kam auch der größte Teil der dortigen Portugiesen nach Larantuka, das aber durch eine niederländische Flotte aus 26 Schiffen ebenfalls zerstört wurde.
Hier fanden sich Einheimische, portugiesische Soldaten und Abenteurer, Händler aus Macau, holländische Deserteure, chinesische Schmuggler und eine bunte Mischbevölkerung. So hatten Portugiesen mit einheimischen Frauen Nachkommen, achteten aber stets darauf, dass deren portugiesische Abstammung festgeschrieben wurde. Diese neue Bevölkerungsgruppe wurde von den Einheimischen als Topasses bezeichnet, nannte sich selbst aber Larantuqueiros, also Einwohner Larantukas. Von den Holländern wurden sie Zwarte Portugeesen (schwarze Portugiesen) genannt.
Die Larantuqueiros hatten sich zu einem eigenen, relativ losen, aber mächtigen Staat entwickelt, dessen Einfluss über die Siedlungen hinaus ragte. Die Kernzelle bildete der "Dreierbund" Larantuka, Wureh und Konga. Theoretisch unterstanden sie zwar Portugal, praktisch war dieses Staatsgebilde aber unabhängig. Es gab keine portugiesischen Beamten und es wurden keine Steuern abgeführt. Briefe der Regierung in Lissabon wurden ignoriert.
In Larantuka gab es einen jahrelangen blutigen Machtkampf zwischen den Familien da Costa und da Hornay, die sich schließlich die Macht teilten.
Die Larantuqueiros machten die ursprünglichen Völker von Flores zu ihren "Verbündeten". Die Eroberung der einzelnen Völker lief immer gleich ab: Der angesehenste Raja wurde durch militärischen Druck zum Katholizismus bekehrt. Er musste einen Treueeid auf den König von Portugal schwören und bekam daraufhin den Titel Dom (Herr) verliehen. Der Raja konnte sein Volk weiter autonom regieren, aber bei Kriegen mussten Hilfstruppen gestellt werden.
Da die Larantuqueiros die Herrschaft ausübten, führten sie Portugiesisch als Amtssprache ein, um sich von den Einheimischen abzugrenzen. Als Handelssprache verwendeten sie das Malaiische, das auf den umliegenden Inseln verstanden wurde.
Um den Handel mit Sandelholz ganz unter ihre Kontrolle zu bringen, ließen sich die Larantuqueiros 1640 in Lifau auf Timor nieder. Von dort aus drangen sie zu den Sandelholz-Vorkommen im Inneren der Insel vor. Durch starke Truppen wurden Verhandlungen mit den dortigen Liurais (Kleinkönige) erzwungen. Gegen die Lieferung von Musketen erhielt man die Kontrolle über den größten Teil der Sandelholzproduktion und konnte die Preise bestimmen. Als die weißen Portugiesen im Auftrag des Königs von Portugal in Timor Einfluss nehmen wollten, wurden sie von den Larantuqeueiros belagert und mussten 1769 die Hauptstadt der Kolonie nach Dili verlagern. Kurz darauf verlor der Sandelholzhandel an seiner Attraktivität, die Larantuqueiros wechselten zur Landwirtschaft. Vom ehemals profitablen Außenhandel blieb nicht mehr viel übrig.
1851 verkaufte der portugiesische Gouverneur José Joaquim Lopes de Lima ohne Autorisation aus Lissabon Larantuka und andere Gebiete auf den Kleinen Sunda-Inseln, die unter portugiesischer Oberhoheit standen, für 200.000 Florins an die Niederlande. Lissabon erkannte den Verkauf nicht an und ließ Lopes verhaften. Er starb auf der Rückfahrt nach Europa. Ab 1854 wurden die Vereinbarungen neu verhandelt. Der Sekretär der portugiesischen Delegation Afonso de Castro berichtet, vor allem die zu erwartende, erhebliche Entschädigungssumme hätte die Portugiesen dazu bewegt, auf Larantuka schließlich entgegen dem Willen der Regierung, der öffentlichen Meinung und der Presse zu verzichten. Die Rechtmäßigkeit dieser niederländischen Forderungen zweifelte de Castro allerdings an, da der Vertrag von 1851 nie ratifiziert wurde und die niederländische Besetzung Larantukas somit ungültig gewesen sei. Castro beschrieb Larantuka als ein „miserables kleines Dorf“, das ohnehin keine Gewinne mehr lieferte. Die alte Festung war nur noch eine Ruine; die Besatzung bestand nur aus sechs bis zwölf einheimischen Soldaten mit sechs Kanonen mit einem portugiesischen Offizier. Die Zolleinnahmen von 50 Rupien pro Jahr reichten nicht einmal zur Entlohnung der Soldaten. Der einheimische Herrscher machte sogar schon gemeinsame Sache mit buginesischen Piraten. Es gab sogar die Einschätzung, wenn Lopes de Lima Larantuka nicht verkauft hätte, hätte man die Besitzung aufgeben müssen. Und auch die militärischen und politischen Möglichkeiten Portugals, Larantuka erneut in Besitz zu nehmen waren fragwürdig angesichts der niederländischen Dominanz in der Region. Der Vertrag von Lissabon, der den Verkauf bestätigte, wurde 1859 ratifiziert. Die Holländer schickten zwar einen Kommandanten und einen Verwaltungsbeamten, die in einem kleinen Fort residierten, aber diese verhielten sich gegenüber der Bevölkerung eher zurückhaltend. Bereits 1869 wurde die Besatzung aus wirtschaftlichen Gründen wieder abgezogen. Die offizielle Zugehörigkeit zu den Niederlanden blieb bestehen. Ab 1872 überließen die Niederländer „interne Angelegenheiten“ den einheimischen Herrschern, die damit ungehindert weiter Sklavenhandel und Piraterie betreiben konnten und Überfälle auf andere Orte ausübten. Nur wenn die Zwergstaaten, wie Larantuka zu sehr außer Kontrolle gerieten, griffen die Niederländer ein. Bis ins 20. Jahrhundert hinein gab es auf Flores Aufstände gegen die Niederlande. Der katholische Raja von Larantuka dankte erst 1905 ab.
Formal waren die Larantuqueiros zwar Katholiken, aber die Kontrolle des Glaubens war auf Laien-Organisationen übergegangen, die dem Glauben eine eigene Richtung gaben. In Larantuka war die mächtigste La Confraria da Rainha do Rosário (Konfreira), die Bruderschaft der Rosenkranz-Königin, die seit Ende des 17. Jahrhunderts bis heute existiert. Im holländisch-portugiesischen Vertrag war der katholischen Bevölkerung die freie Ausübung ihrer Religion zugesichert worden. Deswegen wurde in Larantuka nicht der bei den Holländern übliche Calvinismus verbreitet. Stattdessen engagierten sich ab 1862 holländische Jesuiten bei der Kolonialarbeit. In Larantuka errichteten sie das erste Pfarrgebäude und führten wieder die orthodoxe Form des Glaubens ein. Beispielsweise durfte man jetzt nur noch mit einer Frau verheiratet sein. Die Missionare bauten auch Schulen und stellten die medizinische Versorgung der Bevölkerung sicher.
Durch die Unabhängigkeit Indonesiens konnten die Larantuqueiros wieder an Einfluss gewinnen. Da sie einen höheren Bildungsstand als andere Einheimische hatten, konnten sie leicht in Spitzenpositionen gelangen. Auch die neue Amtssprache Indonesisch war für sie kein Problem, da diese dem Malaiisch sehr ähnlich ist.

## Heilige Woche

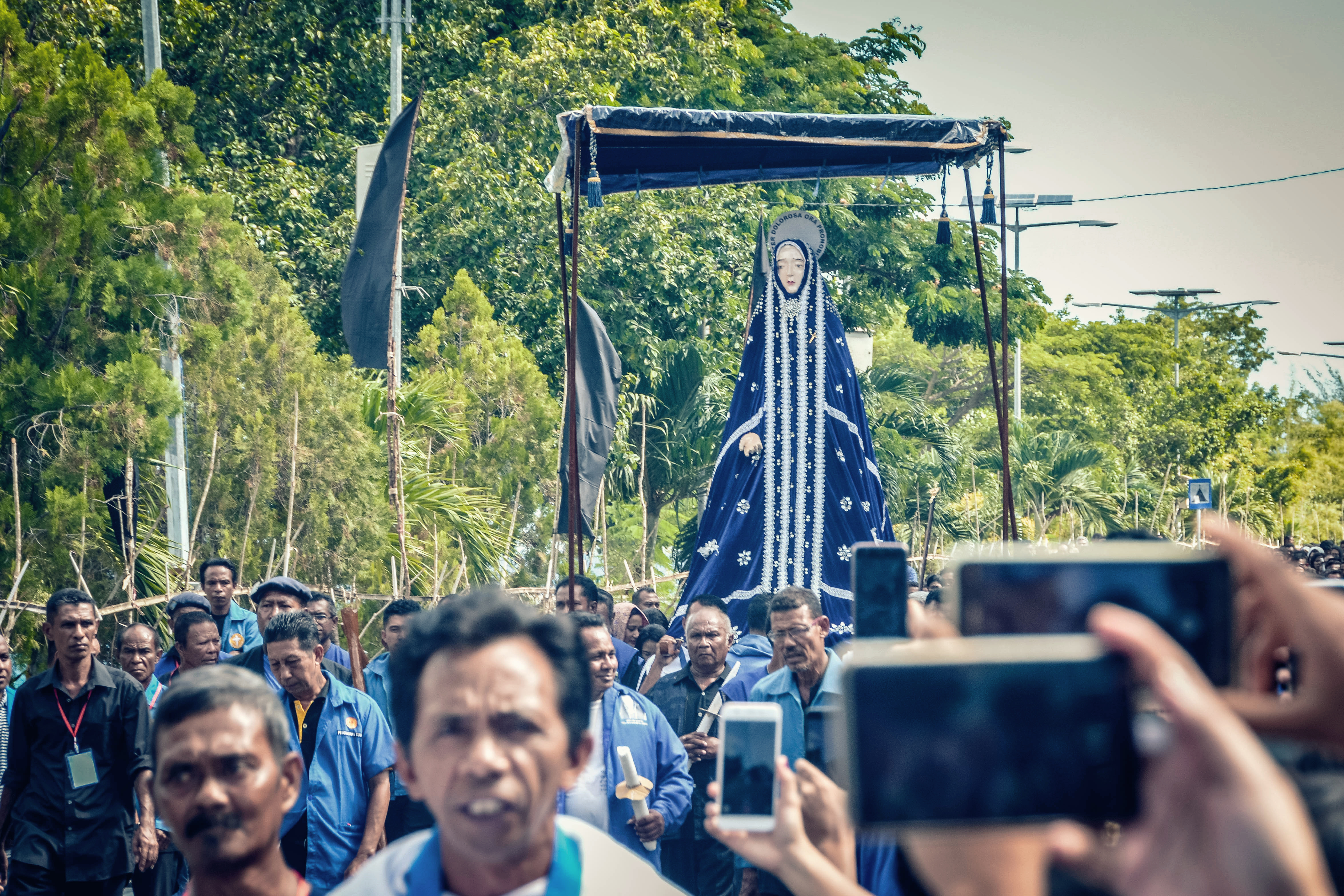
Prozession in Larantuka (2020)

Zur Osterzeit gibt es mehrere Prozessionen. Die Woche vor Ostern wird traditionell als Semana Sancta (Heilige Woche) bezeichnet.
Am aufwendigsten ist die Karfreitags-Prozession. Auf einer Sänfte wird ein Kreuz mit einer Christusstatue getragen. Die Prozession zieht durch die Stadt und macht an acht Punkten halt. Diese acht Punkte repräsentieren die acht Clans, welche die Prozession ausrichten. Die Prozession endet an der Kirche Reinha Rosari. Dort wird Jesus vom Kreuz genommen und in den Schoß der Jungfrau Maria gelegt. Dann eskortieren alle Teilnehmer die Jesusstatue in die Kirche, wo eine Messe gefeiert wird, die die ganze Nacht dauert.

## Trivia
Larantuka inspirierte die schwedische Kinderbuchautorin Astrid Lindgren zu ihrem Roman Pippi in Taka-Tuka-Land.